# 장흥 회령진성
장흥 회령진성(長興 會寧鎭城)은 대한민국 전라남도 장흥군 회진면 회진리에 있는 성이다. 1987년 1월 15일 전라남도의 문화재자료 제144호로 지정되었다.

## 개요
장흥군 회진면 회진리 마을의 뒷산을 이용하여 쌓은 부정형 성으로. 현재는 육지에 이어진 덕도와 노력도, 대마도 등의 섬들로 둘러싸여 있다. 회령진성은 성종 21년(1490) 4월에 쌓은 만호진 성으로 남해에 출몰하는 왜구를 소탕하는 수군진이었다.
회령진이 처음 설치된 시기는 정확히 알 수 없으나, 『세종실록지리지』에 의하면 조선 초기에 진이 설치되었다. 전쟁시에는 수군의 집결장소로 사용되었고, 평상시에는 군량과 군기를 쌓아두는 보급기지의 역할을 하였다.
남아있는 성벽의 총 길이는 616m이며, 동벽은 벼랑 위에 쌓았으나 지금은 모두 없어졌고, 다만 동문터가 확인되었다.
북벽은 높이 2.3∼2.5m, 너비 1.5∼2m로, 돌로 쌓은 성벽 150m와 흙과 돌을 섞어 새로 쌓은 성벽 220m로 이루어져 있으며, 너비 4.4m의 북문터가 남아있다. 서벽은 흙과 돌을 섞어 쌓았는데, 지금 안쪽높이 2m, 밖높이 3.5m, 너비 2.2m, 길이 122m 정도이다. 남벽은 대부분 없어지고 길이 40m, 너비 2∼4m 정도의 석축이 남아있을 뿐이다.

## 참고 문헌
- 장흥 회령진성 - 국가유산청 국가유산포털